# Rumersheim-le-Haut
Rumersheim-le-Haut – miejscowość i gmina we Francji, w regionie Grand Est, w departamencie Górny Ren.
Według danych na rok 1990 gminę zamieszkiwało 838 osób, a gęstość zaludnienia wynosiła 50 osób/km² (wśród 903 gmin Alzacji Rumersheim-le-Haut plasuje się na 317. miejscu pod względem liczby ludności, natomiast pod względem powierzchni na miejscu 110.).